# Stanisław Hanusiak
Stanisław Hanusiak (ur. 6 sierpnia 1865 w Łętowni, zm. w 1957 w Łętowni) – ksiądz, polityk ludowy poseł do austriackiej Rady Państwa.
Pochodził z rodziny chłopskiej, syn Piotra właściciela gospodarstwa w Łętowni w powiecie myślenickim. Ukończył gimnazjum św. Jacka w Krakowie. Następnie studiował teologię na uniwersytetach we Lwowie i Krakowie. Ten ostatni ukończył w 1889 roku. Ksiądz. Od 23 sierpnia 1903 do lipca 1937 proboszcz w Porębie Wielkiej koło Oświęcimia. Związany z ks. Stanisławem Stojałowskim był działaczem Stronnictwa Chrześcijańsko-Ludowego a potem Polskiego Centrum Ludowego.
Poseł do austriackiej Rady Państwa XI kadencji (17 lutego 1907 – 30 marca 1911) wybrany w okręgu wyborczym nr 36 (Biała-Andrychów). Członek grupy posłów Polskiego Centrum Ludowego skupionych wokół Stanisława Stojałowskiego oraz członek Koła Polskiego w Wiedniu. W latach 1911–1913 członek wydziału okręgowego w Białej Towarzystwa Rolniczego w Krakowie.